# Попештиј де Жос (Алба)
Попештиј де Жос (рум. Popeștii de Jos) насеље је у Румунији у округу Алба у општини Ваду Моцилор. Општина се налази на надморској висини од 631 m.

## Становништво
Према подацима из 2002. године у насељу је живело 111 становника, од којих су сви румунске националности.